# Majoriano
Flávio Júlio Valério Majoriano (em latim Flavius Iulius Valerius Maiorianus Augustus; (novembro de 420 - 7 de agosto de 461), conhecido como Majoriano, foi imperador romano do Ocidente (457-461), proclamado imperador graças ao apoio do general Flávio Ricimero, que o havia auxiliado a se livrar de seu predecessor, Ávito em 456.
Majoriano foi o último imperador a fazer um esforço para restaurar o Império Romano do Ocidente, com os seus sucessores sendo imperadores escolhidos e controlados pela corte oriental ou fantoches nas mãos de seus generais bárbaros. Possuindo pouco mais do que a Itália, a Dalmácia e partes da Gália, Majoriano guerreou rigorosamente contra os inimigos do Império por três anos.
Após derrotar um ataque Vândalo na Itália, Majoriano fez uma campanha contra os Visigodos no sul da Gália. Após derrotar o rei Teodorico II em Arelate, Majoriano forçou os visigodos a abandonar seus territórios na Septimânia e na Hispânia, e retornar ao status de federados imediatamente. Majoriano então atacou os Burgúndios, derrotando eles em Lugduno, expulsando-os do vale do Ródano e reduzindo-os ao status de federados.
Em 460, Majoriano saiu da Gália para consolidar seu controle sobre a Hispânia. seus generais fizeram uma campanha contra os Suevos no noroeste da Hispânia, derrotando-os em Luco Augusto e Escálabis e reduzindo-os a federados também. Ele planejou uma expedição para recuperar a África Proconsular dos vândalos, mas os navios que ele usaria foram sabotados.
Majoriano tentou reformar a administração imperial para torná-la mais eficiente e justa. O general Ricimero, vendo que Majoriano havia se tornado impopular com a aristocracia senatorial por suas reformas, depôs e executou Majoriano. Após a morte de Majoriano, Ricimero esperou por três meses antes de colocar no trono alguém que ele acreditava ser capaz de manipular; Ele finalmente escolheu Líbio Severo, um senador sem distinção, provavelmente escolhido para agradar a aristocracia itálica.
Outra versão é dada por Jordanes: Majoriano foi nomeado pelo imperador romano do Oriente, Marciano, logo após o assassinato do usurpador e tirano anterior, Petrónio Máximo. Seu reinado foi curto: ele é morto em Dertona, lutando contra os alanos, e é sucedido por Líbio Severo.